# Bering Air
Bering Air (mã IATA = 8E, mã ICAO = BRG) là hãng hàng không của Hoa Kỳ, trụ sở ở Nome, Alaska. Hãng có các tuyến đường quốc nội, các chuyến bay thuê bao, cũng như cứu thương và dịch vụ trực thăng. Căn cứ chính của hãng ở Sân bay Nome, với các căn cứ khác ở Sân bay Ralph Wien Memorial (Kotzebue) và Sân bay Unalakleet

## Lịch sử
Bering Air được thành lập từ tháng 9/1979 và bắt đầu hoạt động từ ngày 3.10.1979. Hãng do James Rowe (Chủ tịch) cùng Christine Rowe làm chủ và hiện có 95 nhân viên.

## Các nơi đến

### Quốc nội
Bering Air có 32 điểm đến ở phía tây Alaska từ các căn cứ Nome, Kotzebue và Unalakleet.

1. Ambler
2. Brevig Mission
3. Buckland
4. Cape Lisburne
5. Council
6. Deering
7. Elim
8. Gambell
9. Golovin
10. Kiana
11. Kivalina
12. Kobuk
13. Kotzebue
14. Koyuk
15. Little Diomede (chỉ trong mùa đông)
16. Noatak
17. Nome
18. Noorvik
19. Point Hope
20. Port Clarence
21. St. Michael
22. Savoonga
23. Selawik
24. Shaktoolik
25. Shishmaref
26. Shungnak
27. Stebbins
28. Teller
29. Tin City
30. Unalakleet
31. Wales
32. White Mountain

### Quốc tế
- Nga

- Anadyr (bay thuê bao)
- Provideniya (bay thuê bao).

## Đội máy bay
(Tháng 3/2007):
- 1 CASA C-212-200 Aviocar
- 2 Raytheon Beech 1900D Airliner
- 1 Raytheon Beech King Air 200
- 1 Raytheon Beech King Air B200
- 6 Cessna Caravan 675